# Municipio de Aleppo (condado de Allegheny)
El municipio de Aleppo (en inglés: Aleppo Township) es un municipio ubicado en el condado de Allegheny en el estado estadounidense de Pensilvania. En el año 2000 tenía una población de 1039 habitantes y una densidad poblacional de 108.5 personas por km².

## Geografía
El municipio de Aleppo se encuentra ubicado en las coordenadas 40°31′35″N 80°7′29″O / 40.52639, -80.12472.

## Demografía
Según la Oficina del Censo en 2000 los ingresos medios por hogar en la localidad eran de $59 167 y los ingresos medios por familia eran $66 667. Los hombres tenían unos ingresos medios de $45 192 frente a los $40 000 para las mujeres. La renta per cápita para la localidad era de $37 187. Alrededor del 5,0% de la población estaban por debajo del umbral de pobreza.